# Stefan Emele
Stefan Emele (Darmstadt, 8 september 1996) is een Duits langebaanschaatser.

## Persoonlijke records
Persoonlijke records bijgewerkt tot en met 28 januari 2024
| Afstand    | Tijd    | Datum            | Baan           |
| ---------- | ------- | ---------------- | -------------- |
| 500 meter  | 35,75   | 3 december 2021  | Salt Lake City |
| 1000 meter | 1.08,43 | 28 januari 2024  | Salt Lake City |
| 1500 meter | 1.43,91 | 11 december 2021 | Calgary        |
| 3000 meter | 3.55,71 | 28 juli 2023     | Inzell         |
| 5000 meter | 7.31,57 | 10 februari 2018 | Inzell         |

## Resultaten
| Jaar | EK Sprint                | WK Sprint                | WK Afstanden                      |
| ---- | ------------------------ | ------------------------ | --------------------------------- |
| 2021 |                          |                          | 12e 1500m HF12 massastart         |
|      |                          |                          |                                   |
| 2023 | 14e (16e, 10e, 16e, 14e) |                          | 20e 1500m                         |
| 2024 |                          | 22e (22e, 17e, 26e, 18e) | 11e 1500m 7e teamsprint           |
| 2025 |                          |                          | 20e 1000m 13e 1500m 8e teamsprint |

(#, #, #, #) = afstandspositie op sprinttoernooi (500m, 1000m, 500m, 1000m).